# Rachael Bella
Rachael Bella (* 13. März 1984 in Vermillion, South Dakota), auch Rachael Kneeland, ist eine US-amerikanische Schauspielerin. Bekannt ist sie unter anderem durch die Serienauftritte in Buffy – Im Bann der Dämonen und Law & Order: Special Victims Unit sowie durch ihre Rolle in dem Film Ring.

## Biografie
Geboren wurde Bella in einem kleinen Ort in South Dakota. Nach der Scheidung der Eltern, als sie drei Jahre alt war, wuchs sie bei ihrer Mutter in New York auf. Als Kind nahm sie Unterricht als Musicaldarstellerin. Durch einen Soloauftritt fiel sie einer Schauspielagentur auf, die sie mit neun Jahren für eine Fernsehrolle vermittelte. Es folgten eine Reihe weiterer Film- und Fernsehauftritte als Kinderschauspielerin und später setzte sie ihre Karriere auch im Erwachsenenalter erfolgreich fort. Ihre bekanntesten Rollen sind die der Betsy in Little Princess (1995) sowie die der Becca im Film Ring (2002).
2005 lernte sie bei den Dreharbeiten zu Jimmy und Judy Edward Furlong kennen. Gemeinsam spielten sie die Hauptrollen in dem Thriller und gehörten anschließend beide auch zur Besetzung der Komödie Nice Guys. Rachael Bella heiratete im April 2006 Furlong und bekam einen Sohn von ihm. Im Juli 2009 wurde allerdings bekannt, dass sich die Ehe nach lediglich drei Jahren wieder in Scheidung befindet, als Grund hierfür gab Bella „unüberbrückbare Differenzen“ an.

## Filmografie
- 1993: Wenn Schweine fliegen
- 1993: Ein ganz normales Wunder
- 1993: Love, Honor & Obey: The Last Mafia Marriage
- 1994: Emergency Room – Die Notaufnahme (1 Folge)
- 1994: Grace (1 Folge)
- 1995: Das Zeitexperiment
- 1995: Little Princess
- 1996: Hexenjagd
- 1997: The Devil’s Child
- 1997: The Blood Oranges
- 2001: Practice – Die Anwälte (1 Folge)
- 2002: Law & Order: New York (1 Folge)
- 2002: Ring
- 2002: Buffy – Im Bann der Dämonen (1 Folge)
- 2002: First Monday (1 Folge)
- 2003: Tru Calling – Schicksal reloaded! (1 Folge)
- 2004: Boston Public (1 Folge)
- 2005: American Gun
- 2006: Nice Guys
- 2006: Jimmy und Judy
- 2007: Drive Thru